# Avenida Nostrand (línea de la Calle Fulton)
 Avenida Nostrand es una estación en la línea de la Calle Fulton del Metro de Nueva York de la división B del Independent Subway System. La estación se encuentra localizada en Bedford-Stuyvesant, Brooklyn entre la Avenida Nostrand y la Calle Fulton. La estación es servida en varios horarios por los trenes del Servicio  y .